# SOKO Leipzig
SOKO Leipzig es una serie de televisión alemana estrenada el 31 de enero del 2001 por medio de la cadena ZDF.
La serie es una de las más populares series de drama criminal de Alemania.
La serie ha contado con la participación invitada de los actores Tom Wlaschiha, Sönke Möhring, Gedeon Burkhard, Matthias Koeberlin, Anatole Taubman, Volker Bruch, Christoph Letkowski, Wanja Mues, Joachim Dietmar Mues, Isolda Dychauk, Kristian Kiehling, Marc Benjamin Puch, Rëné Steïnké, Rüdiger Vogler, Beat Marti, Denise Zich, Nadine Warmuth, entre otros.

## Historia
La serie sigue a una unidad de crímenes de la Comisión Especial de la policía de Leipzig y cómo el equipo enfrenta dichos crímenes como el asesinado o el homicidio yendo incluso más allá de las fronteras del país.
El equipo, compuesto por el superintendente en jefe Hans-Joachim "Hajo" Trautzschke y los detectives Ina Zimmermann, Jan Maybach y Tom Kowalski. El equipo es apoyado por la asistente Olivia Fareedi, los médicos forenses Sabine Rossi y Stein, así como el asistente de laboratorio Lorenz Rettig y el fiscal Alexander Binz. 
En los casos relativos a delitos sexuales, también Detective Jefe Comisario Dagmar nieve en el equipo. Mientras que en los casos relativos a los delitos sexuales la detective Dagmar Schnee los apoya.

## Personajes

### Personajes Principales

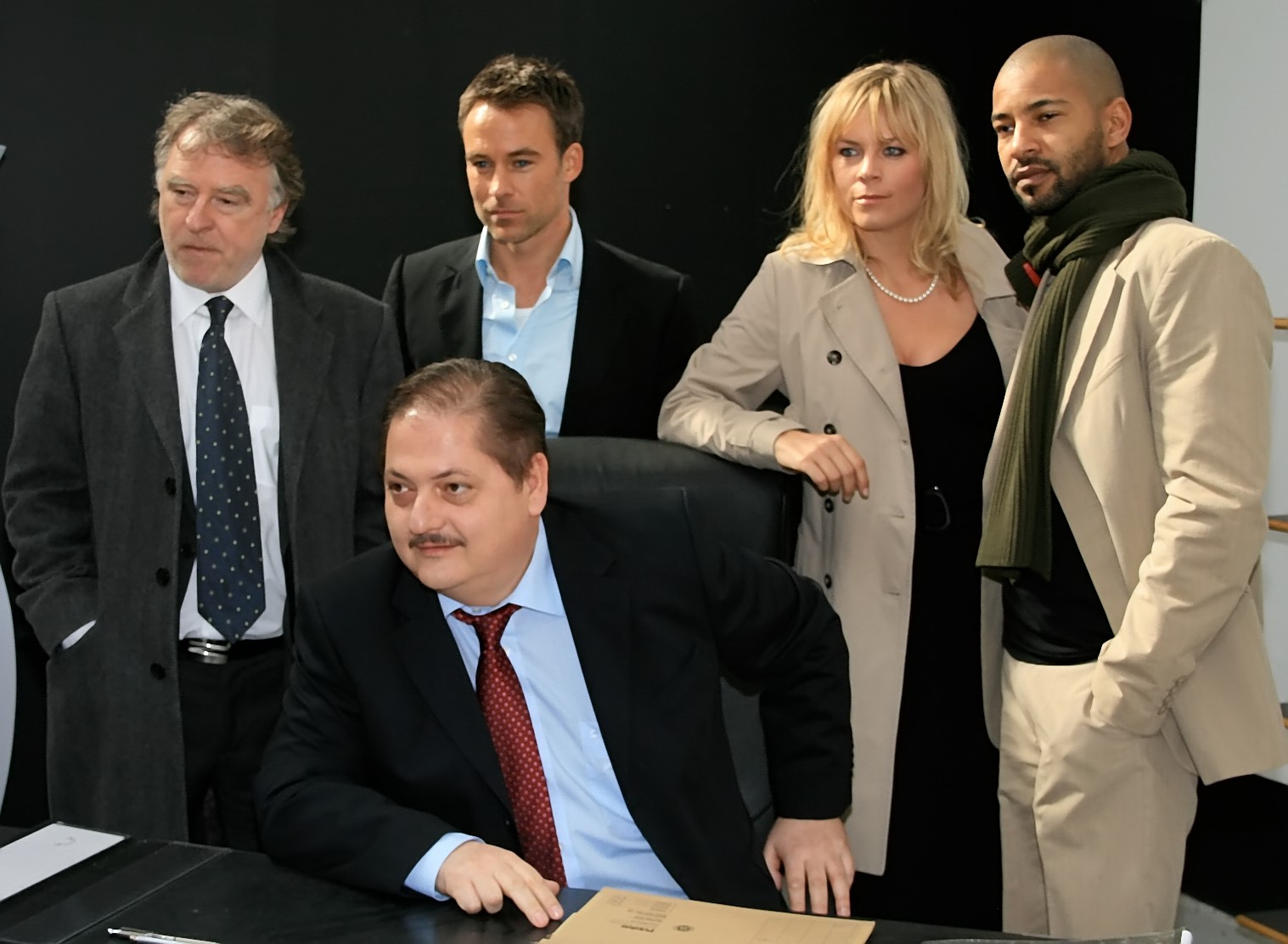
Imagen del elenco principal de la serie del 2006 al 2009: Andreas Schmidt-Schaller (de blanco), Marco Girnth (de azul), Melanie Marschke, Tyron Ricketts (con bufanda) y Jürgen Tarrach (sentado).

| Actor                    | Personaje                       | Ocupación                 | N.º de episodios | Duración      |
| ------------------------ | ------------------------------- | ------------------------- | ---------------- | ------------- |
| Andreas Schmidt-Schaller | Hans-Joachim "Hajo" Trautzschke | Detective en Jefe         | 302              | 2001-presente |
| Melanie Marschke         | Ina Zimmermann                  | Detective Superintendente | 290              | 2001-presente |
| Marco Girnth             | Jan Maybach                     | Detective Superintendente | 281              | 2001-presente |
| Steffen Schroeder        | Tom Kowalski                    | Detective Superintendente | 92               | 2004-presente |

### Personajes Recurrentes
| Actor             | Personaje                | Ocupación                                        | N.º de episodios | Duración        |
| ----------------- | ------------------------ | ------------------------------------------------ | ---------------- | --------------- |
| Maximilian Klas   | Benjamin "Benni" Maybach | Hijo de Jan Maybach                              | 31               | 2001-presente   |
| Caroline Scholze  | Elena "Leni" Maybach     | Hija de Hajo Trautzschke, Esposa del Jan Maybach | 79               | 2001-presente   |
| Anna Stieblich    | Prof. Dr. Sabine Rossi   | Patólogo forense                                 | 61               | 2009-presente   |
| Michael Rotschopf | Dr. Alexander Binz       | Fiscal                                           | 27               | 2011 - presente |
| Judith Sehrbrock  | Dr. Mara Stein           | Patólogo forense                                 | 16               | 2011 - presente |
| Daniel Steiner    | Lorenz Rettig            | Asistente de Laboratorio                         | 72               | 2012 - presente |
| Nilam Farooq      | Olivia Fareedi           | Detective                                        | 59               | 2013 - presente |
| Petra Kleinert    | Dagmar Schnee            | Detective                                        | 19               | 2013 - presente |
| Rudolf Kowalski   | Dr. Breugel              | Psicoterapeuta                                   | 14               | 2014 - presente |

### Antiguos Personajes Principales
| Actor           | Personaje           | Ocupación                 | N.º de episodios | Duración  | Estado | Causa  |
| --------------- | ------------------- | ------------------------- | ---------------- | --------- | ------ | ------ |
| Gabriel Merz    | Miguel Alvarez      | Detective Superintendente | 97               | 2001-2006 | Muerto | Balazo |
| Tyron Ricketts  | Patrick Diego Grimm | Detective Superintendente | 63               | 2006 2009 | -      | -      |
| Pablo Sprungala | Vincent Becker      | Detective                 | 51               | 2009-2012 | -      | -      |

### Antiguos Personajes Recurrentes

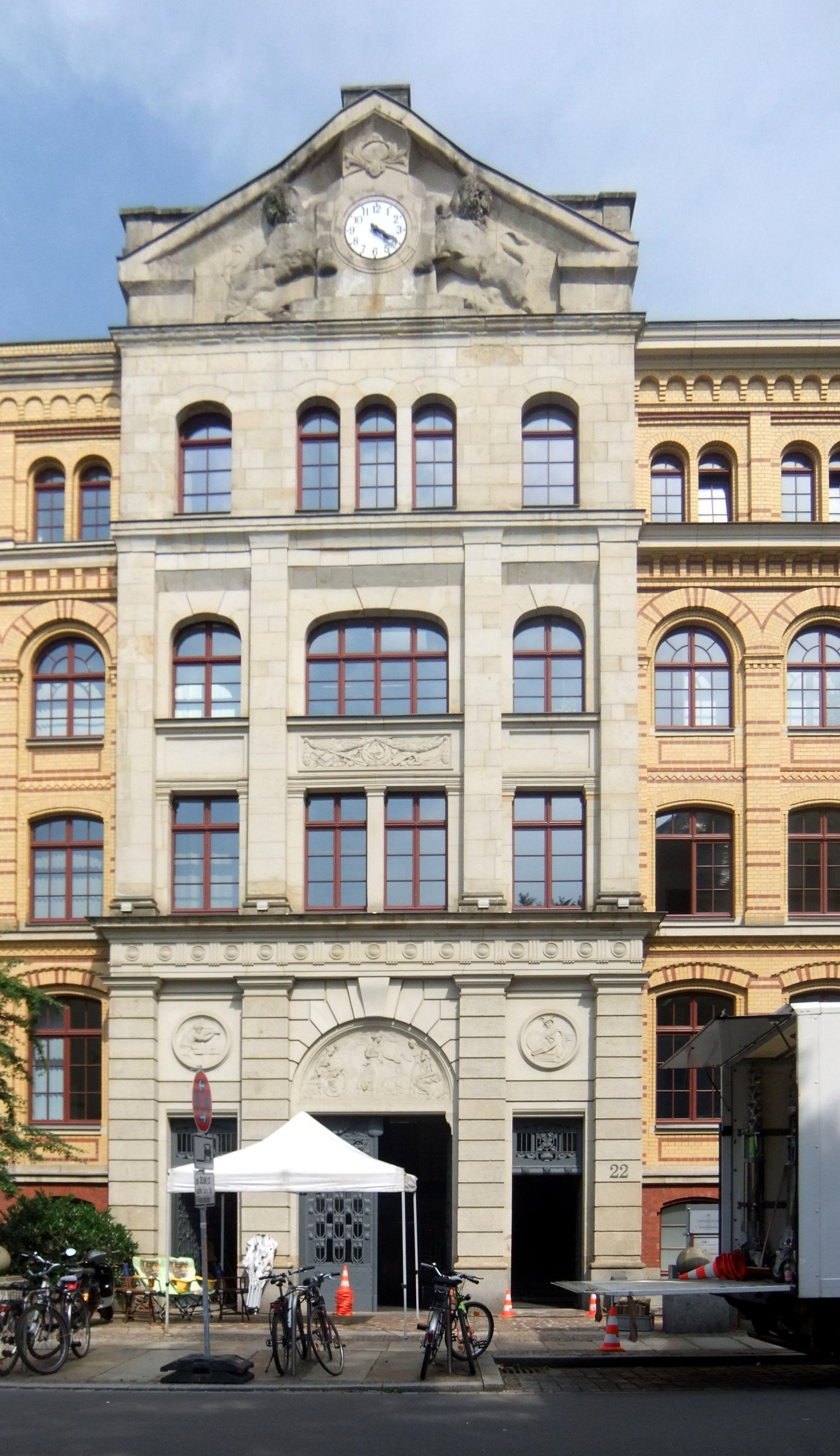
El estudio de la serie.

| Actor             | Personaje            | Ocupación                           | N.º de episodios | Duración  |
| ----------------- | -------------------- | ----------------------------------- | ---------------- | --------- |
| Margrit Sartorius | Dr. Kathrin Conradi  | Patólogo forense                    | 28               | 2003-2010 |
| Michael Brandner  | Dr. Manfred Woernle  | Superintendente de policía judicial | 19               | 2007-2012 |
| Anne Arzenbacher  | Meike Schwarz        | Detective                           | 14               | 2005-2012 |
| Lucian Voigt      | Paul Zimmermann      | Hijo de Ina Zimmermann              | 12               | 2008-2014 |
| Tom Mikulla       | Wolf Künast          | Exnovio de Ina Zimmermann           | 10               | 2003-2014 |
| Jana Bauke        | Dr. Sawatzki         | Médico                              | 8                | 2008-2014 |
| Simon Böer        | Dr. Werner Kruse     | Fiscal                              | 6                | 2008-2010 |
| Silke Heise       | Dr. Sandra Schönfeld | Patólogo forense                    | 6                | 2001-2003 |

## Producción
La serie es producida por "UFA Fiction".
La serie es el primer spin-off de la serie original "SOKO 5113".
La serie es dirigida por Oren Schmuckler, Patrick Winczewski, Michel Bielawa y Christoph Eichhorn, y cuenta con la participación de los escritores Eva Zahn, Volker A. Zahn, Roland Heep, Frank Koopmann y Axel Hildebrand; así como del productor Jörg Winger y de la productora ejecutiva Henriette Lippold.
En la serie también participan el editor Matthias Pfeifer y en la cinematografía con Constantin Kesting y Henning Jessel.

### Crossovers
El 12 de noviembre del 2008 la primera parte de un crossover de dos partes entre "SOKO Leipzig" y la serie policíaca británica The Bill fue estrenada bajo el título "Proof of Life" o "SOKO Leipzig: Das zweite Leben".
El 3 de abril del 2013 varios miembros de los equipos de SOKO: SOKO 5113, SOKO Leipzig, SOKO Köln (en español: Colonia Brigada Criminal), SOKO Wismar y SOKO Stuttgart, se reunieron en la serie SOKO - Der Prozess, un especial de cinco episodios, en donde los integrantes de la policía debían de resolver un caso de asesinato en el que un oficial de la policía había sido la víctima. Los cinco episodios fueron transmitidos en Alemania del 30 de septiembre del 2013 hasta el 4 de octubre del 2013.

### Emisiones en otros países
| País    | Título                  | Cadena | Fecha de Inicio | Fecha de Finalización |
| ------- | ----------------------- | ------ | --------------- | --------------------- |
| Francia | Brigade du crime        | -      | -               | -                     |
| Italia  | Squadra speciale Lipsia | -      | -               | -                     |

## Premios y nominaciones
| Año  | Categoría                             | Premio                  | Nominados (as)                                  | Resultado |
| ---- | ------------------------------------- | ----------------------- | ----------------------------------------------- | --------- |
| 2012 | Outstanding Actor in a Drama Series   | Golden Nymph Award      | Andreas Schmidt-Schaller                        | Nominado  |
| 2012 | Outstanding Actor in a Drama Series   | Golden Nymph Award      | Marco Girnth                                    | Nominado  |
| 2012 | Outstanding Actress in a Drama Series | Golden Nymph Award      | Melanie Marschke                                | Nominada  |
| 2012 | Outstanding European Producer         | Golden Nymph Award      | Jörg Winger, Norbert Sauer & Henriette Lippold  | Nominados |
| 2012 | Outstanding International Producer    | Golden Nymph Award      | Jörg Winger, Norbert Sauer & Henriette Lippold  | Nominados |
| 2005 | Best TV Series                        | German Television Award | Jörg Winger, Axel Hildebrand & Matthias Pfeifer | Nominados |